# زین (زمین‌چهر)

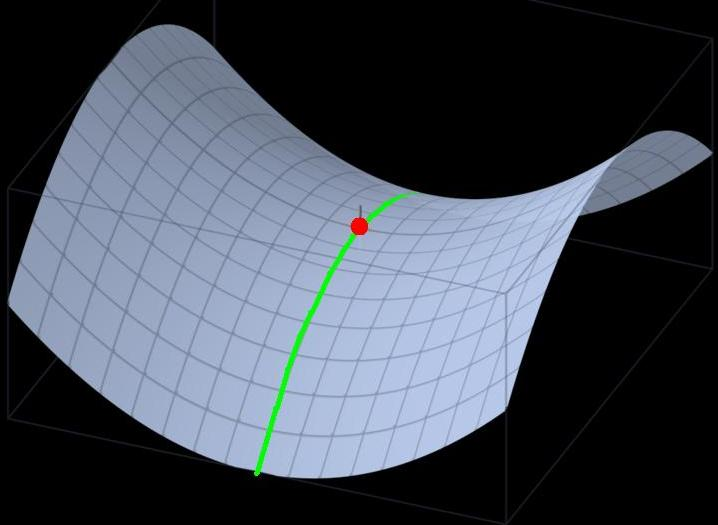
مسیر در امتداد یک زین

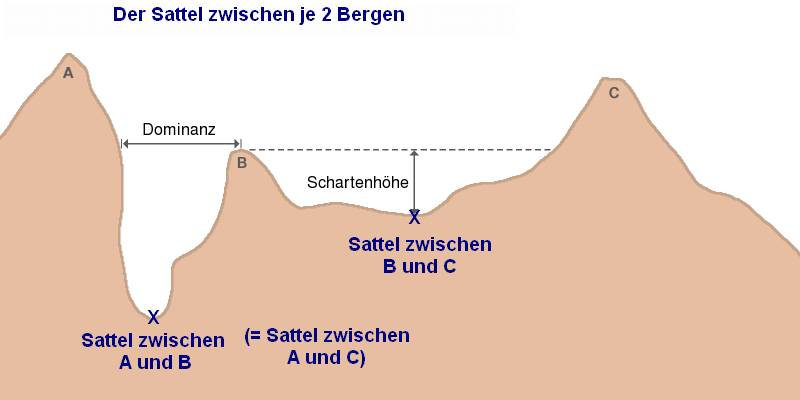
نمودار مقطع سه تپه با دو زین نشان‌داده‌شده با X.
• سه قله (Schartenhöhe) یا برجستگی با برچسب "A", "B" و "C" نشان داده شده‌است.
• این نمودار جداسازی توپوگرافی (به آلمانی: Dominanz) را نشان می‌دهد - فاصله از یک برجستگی که حداقل تا نقطه همان ارتفاع است.
• "جداسازی" (به آلمانی: Dominanz) دو قله سمت راست برچسب‌گذاری نشده‌است، اما با خط چین نشان داده می‌شود.
• sattel zwischen به معنای زین بین است؛ بنابراین برچسب این است که زین بین A و C همان زین بین A و B است.

زین بین دو تپه یا کوه منطقه‌ای است که نقطه زینی را احاطه کرده‌است، پایین‌ترین نقطه در خطی که شکاف زهکشی را به هم متصل می‌کند. وقتی و اگر زین قابل کشتیرانی باشد، حتی اگر فقط به اندازه پای پیاده، زین یک گذرگاه (بهینه) بین دو توده است، ناحیه‌ای است که عموماً در اطراف پایین‌ترین مسیری که می‌توان از بین دو قله عبور کرد، یافت می‌شود. نقطه‌ای که از نظر ریاضی، که به‌طور همزمان یک بیشینهٔ نسبی در امتداد یک محور و یک کمینهٔ نسبی در محور عمود بر آن ترسیم شود، یک عدد است. آن نقطه بنا به تعریف سره زین است.